# Dobre (gemeente in powiat Miński)
De gemeente Dobre is een landgemeente in het Poolse woiwodschap Mazovië, in powiat Miński.
De zetel van de gemeente is in Dobre.
Op 30 juni 2004 telde de gemeente 5962 inwoners.

## Oppervlakte gegevens
In 2002 bedroeg de totale oppervlakte van gemeente Dobre 124,85 km², waarvan:
- agrarisch gebied: 75%
- bossen: 19%

De gemeente beslaat 10,72% van de totale oppervlakte van de powiat.

## Demografie
Stand op 30 juni 2004:
| Omschrijving                   | Totaal | Totaal | Vrouwen | Vrouwen | Mannen | Mannen |
| ------------------------------ | ------ | ------ | ------- | ------- | ------ | ------ |
| eenheid                        | aantal | %      | aantal  | %       | aantal | %      |
| inwoners                       | 5962   | 100    | 2899    | 48,6    | 3063   | 51,4   |
| bevolkingsdichtheid (inw./km²) | 47,8   | 47,8   | 23,2    | 23,2    | 24,5   | 24,5   |

In 2002 bedroeg het gemiddelde inkomen per inwoner 1422 zł.

## Administratieve plaatsen (sołectwo)
Adamów, Antonina, Brzozowica, Czarnocin, Czarnogłów, Dobre, 3 sołectwo: Dobre I, Dobre II en Dobre III; Duchów, Drop, Gęsianka, Grabniak, Głęboczyca, Jaczewek, Joanin, Kąty-Borucza, Kobylanka, Makówiec Mały, Makówiec Duży, Marcelin, Mlęcin, Modecin, Nowa Wieś, Osęczyzna, Poręby Nowe, Poręby Stare, Pokrzywnik, Radoszyna, Rakówiec, Rąbierz-Kolonia, Ruda-Pniewnik, Rudno, Rudzienko, Rynia, Sąchocin, Sołki, Świdrów, Walentów, Wólka Czarnogłowska, Wólka Kokosia, Wólka Mlęcka, Wólka Kobylańska.

## Aangrenzende gemeenten
Jakubów, Kałuszyn, Korytnica, Stanisławów, Strachówka, Wierzbno